# Guan-Shang-Schule
Guan-Shang-Schule (chinesisch 管商學派 / 管商学派, Pinyin Guǎn-Shāng xuépài, W.-G. Kuan-Shang hsüeh-p'ai) ist ein Sammelbegriff für die frühen Legalisten des Staates Qi und des Staates Qin der Zeit der Streitenden Reiche, deren Hauptvertreter Guan Zhong und  Shang Yang waren. Später wurde der Begriff durch einen anderen ersetzt, nämlich Shang-Han-Schule (商韓學派 / 商韩学派,  Shāng-Hán xuépài,  Shang-Han hsüeh-p'ai), da Han Fei der größte Repräsentant der Legalistischen Schule wurde.